# Ceratopsyche cora
Ceratopsyche cora är en nattsländeart som först beskrevs av Donald G. Denning 1973.  Ceratopsyche cora ingår i släktet Ceratopsyche och familjen ryssjenattsländor. Inga underarter finns listade i Catalogue of Life.